# 伊利耶·齐奥塞斯库
伊利耶·齐奥塞斯库（羅馬尼亞語：Ilie Ceauşescu；1926年6月8日—2002年10月1日），罗马尼亚共产党中央政治执行委员会委员，曾任国防部副部长，是尼古拉·齐奥塞斯库的三弟。

## 生平
1926年，出生于罗马尼亚奥尔特县斯科尔尼切什蒂的农民家庭。1946年，入团、入党，在斯科尔尼切什蒂区党委宣传鼓动部工作。1947年，在斯科尔尼切什蒂消费合作社当收银员。
1950年，在罗马尼亚红十字会工作。1952年，保送第三军事政治学校学习。1953年，授中尉军衔，任第三军政学校图书馆馆长。1954年，任“斯特凡大公”军事学校政治经济学教员。
1955年，在布加勒斯特军事学院军事政治系学习。1959年，任军事政治系党务指导员、讲师。1964年，在罗共中央高级党校学习。1968年，任历史系副主任。
1970年，任军事历史研究和理论研究和调查中心高级研究员。1972年，任军事历史研究所所长。
1975年，任国防部组织局局长，授上校军衔。1977年，授少将军衔。1979年，任武装部队最高政治委员会副书记。1980年，为罗共中央候补委员。1982年，授陆军中将。1983年，任国防部副部长兼武装部队最高政治委员会书记。
1984年，罗共十三大，为罗共中央委员。1987年，任社会主义文化和教育委员会执行局委员。1988年，为罗马尼亚社会主义民主和团结阵线全国委员会委员。
1989年，瓦西里·米列亚自杀，代理国防部长，罗马尼亚革命后被拘禁。1994年，特赦获释。2002年，因肺炎并发症病逝。